# Franciszek Żmurko
Franciszek Żmurko (sinh ngày 18 tháng 7 năm 1859 tại Lviv - mất ngày 9 tháng 10 năm 1910 tại Warsaw) là một họa sĩ hiện thực người Ba Lan. Żmurko bắt đầu học vẽ khi còn là một cậu bé. Ông học ở quê nhà với họa sĩ Franciszek Tepa. Ở tuổi vị thành niên, Żmurko chuyển đến Kraków để theo học tại Học viện Mỹ thuật. Tại đây, ông làm học trò của Giáo sư Jan Matejko. Năm 1877, Żmurko chuyển đến Vienna, Áo, và được nhận vào Học viện Vienna. Tuy nhiên, ông bỏ học ngay sau đó để đi đến Munich làm học trò của Alexander von Wagner. Żmurko trở lại Kraków vào năm 1880, sau đó chuyển đến Warsaw vào năm 1882. Ông sống tại Warsaw cho đến khi mất vào năm 1910.

## Tác phẩm nổi bật
- Zygmunt August i Barbara
- Zuzanna i starcy, 1879
- Z rozkazu padyszacha, 1881
- Nubijczyk, 1884
- Portret kobiety z wachlarzem, 1884
- Widzenie Fausta, 1890
- Kazimierz Wielki i Esterka
- Portret kobiety z wachlarzem i papierosem, 1891
- Autoportret z paletą, 1895
- Portret młodej kobiety, 1896
- Studium do obrazu "Laudamus feminam", khoảng 1900
- Półakt kobiecy, khoảng 1900
- Una donna
- Czarne warkocze, 1907

## Tác phẩm tiêu biểu

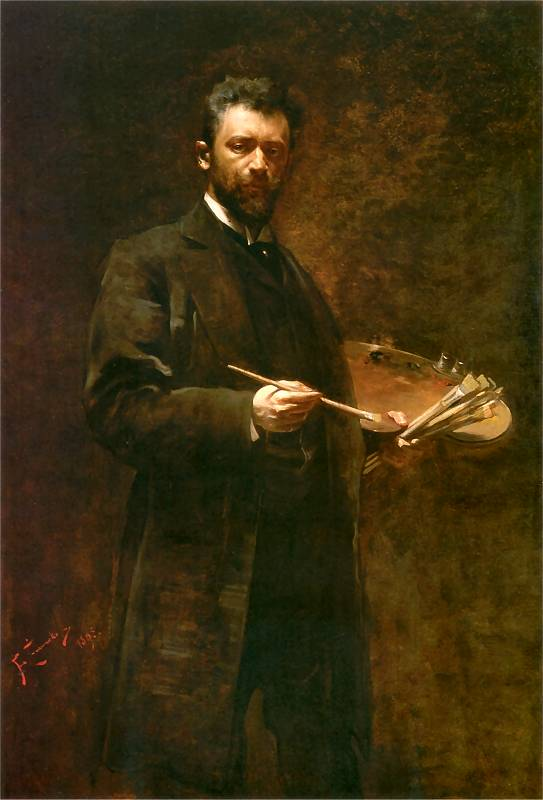
Chân dung tự họa với palette
Cô gái với dải băng đỏ trên tóc
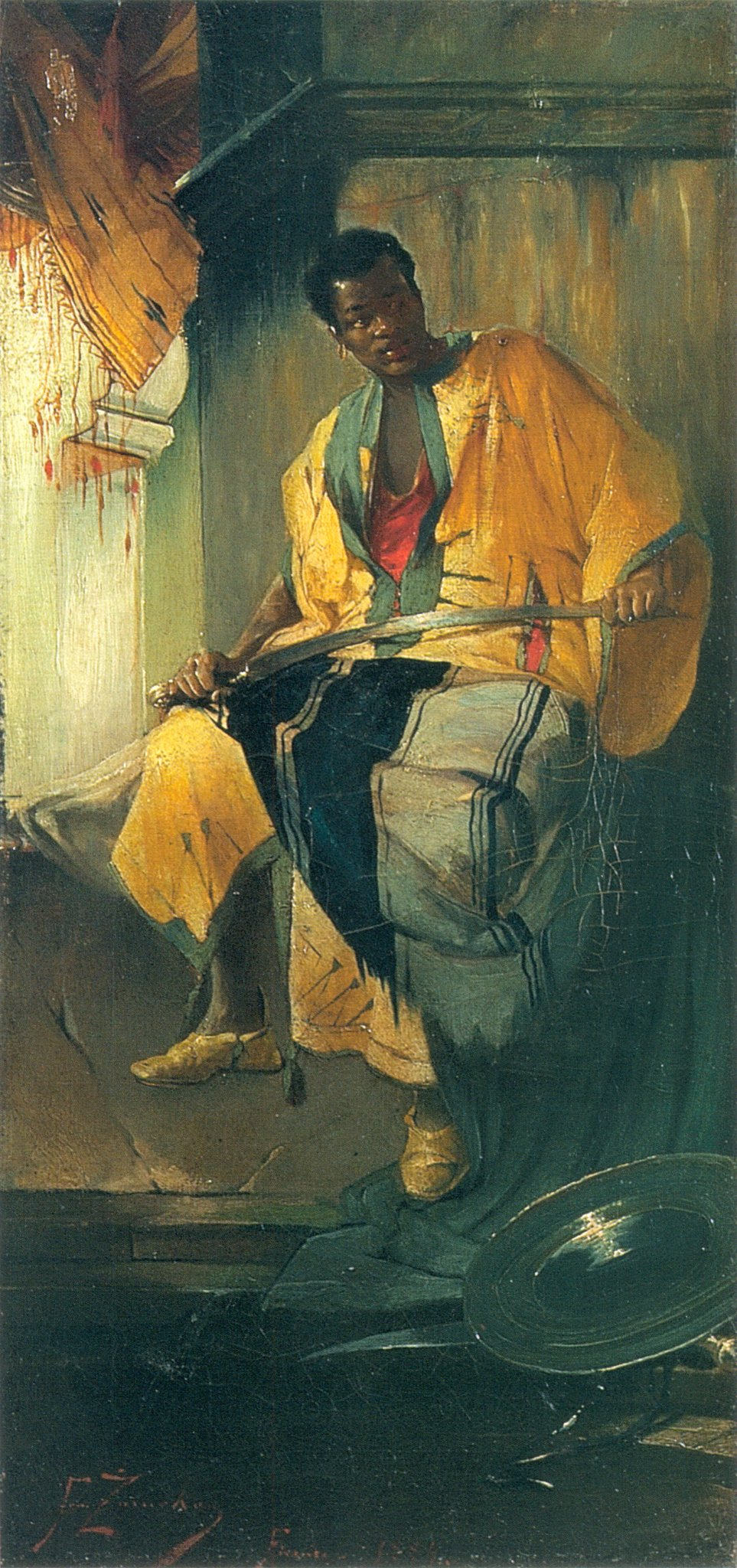
Người đàn ông Nubia, 1884
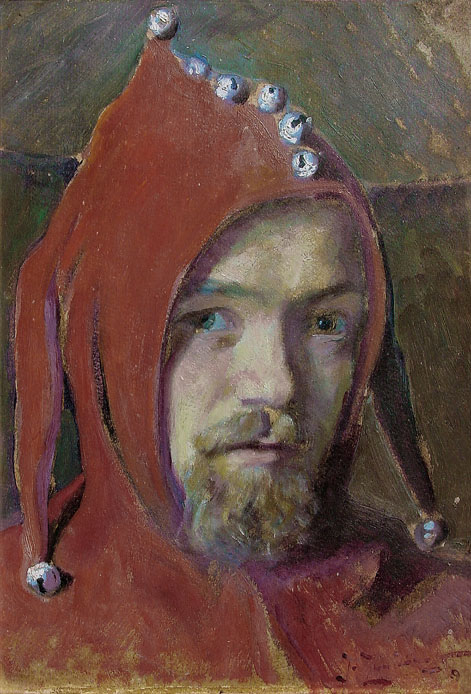
Chân dung tự họa bắt chước Stańczyk
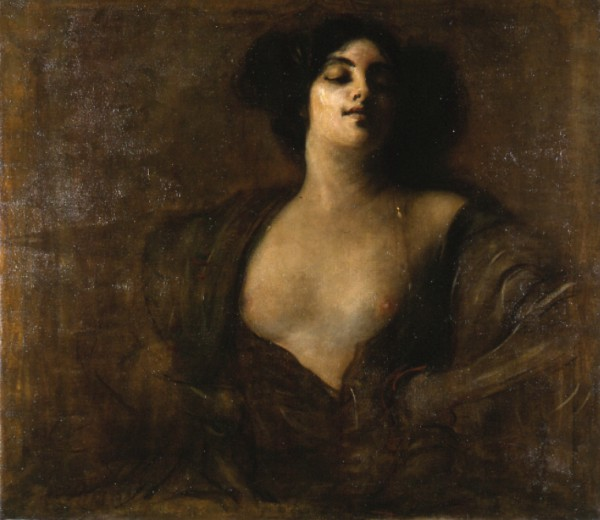
Hetaera, 1906. Thuộc sở hữu của Hiệp hội Khuyến khích Mỹ thuật ở Warsaw, đã bị thất lạc giữa các năm 1939-1945 (Chiến tranh thế giới thứ hai).

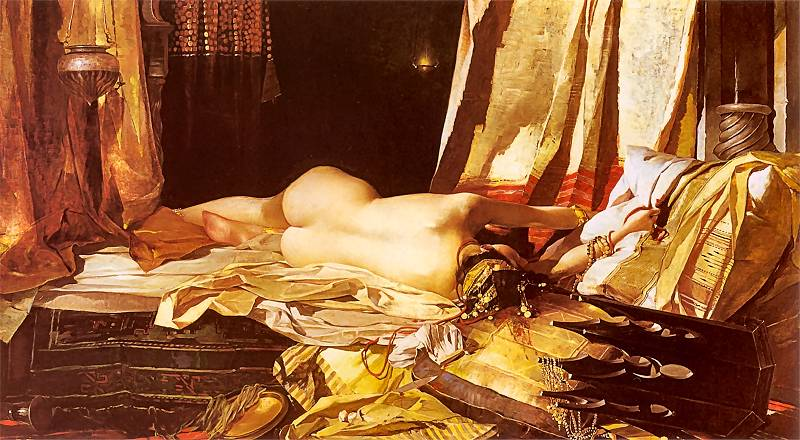
Theo lệnh của Padishah, 1881
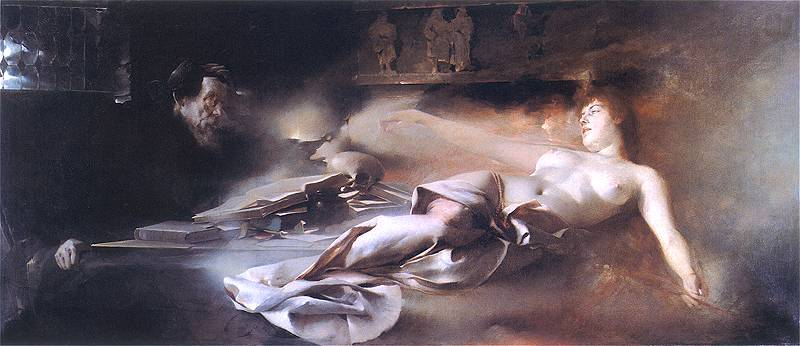
Tầm nhìn của Faust, 1890